# フィン人党
フィン人党（フィンじんとう、フィンランド語：Perussuomalaiset、スウェーデン語：Sannfinländarna）は、フィンランドの政党。

## 党名
かつては英称の True Finns をもとにして真正フィン人党、真のフィンランド人などと表記されていたが、2011年8月に党が The Finns に英称を変更して以降はフィン人党の表記が一般的となった。なお、フィンランド語での原名（「普通のフィンランド人」といった意味）は変更されていない。

## 歴史
フィンランド田園党の解党に伴い1995年に結成。2003年の議会選挙では3議席を、2007年の議会選挙では前回よりも得票率を倍増させ5議席をそれぞれ獲得した。反欧州連合の急先鋒としても知られる。1997年から2017年までの党首は2006年のフィンランド大統領選挙に出馬したティモ・ソイニ。ソイニは大統領選挙の第1回投票で8名の候補のうち5位に終わったが、2009年の欧州議会選挙にて当選を果たした。
2015年の選挙で第2党となり、初めて連立与党に加わった。
欧州議会では、2009年に初めてフィン人党所属の議員が生まれた。同年、欧州議会の会派として自由と民主主義のヨーロッパが設立されると、これに所属したが、2014年に欧州保守改革グループに移った。
2017年3月、ソイニは次の党首選に出馬しないと表明。同年6月の党首選はユッシ・ハッラアホとサンポ・テルホの事実上の一騎打ちになり、テルホの629票に対し、ハッラアホが949票を獲得し、新党首に選出された。
これに対し、ユハ・シピラ首相やペッテリ・オルポ財務大臣は「ハッラアホが党首の党とは連立を維持しない」と通告。その後、テルホやソイニなど20人の議員が離党し、新たな政党「新しい選択」を結成。新しい選択は後に青の改革に改名している。青の改革はシピラと引き続き政権に残ると合意した。
2018年フィンランド大統領選挙で真のフィンランド人はラウラ・フッタサリを擁立。フッタサリは第1回の投票で6.9%の得票を獲得し、3位だった。2019年4月14日の議会選挙では得票率17.5％で改選前より22議席増の39議席を獲得し第2党となった。
2019年、アイデンティティと民主主義（欧州議会の政治会派）、及びアイデンティティ・民主党（欧州規模の政党）の結成に参加した。
2023年4月2日の議会選挙では46議席を獲得して第2党となった。その後、国民連合党などと4党による連立政権に参画した。

## 政策
- EU(欧州連合)を厳しく批判[18]
- 移民を厳格に制限

## 選挙結果

### 大統領選挙
| 年   | 候補者氏名           | 得票数  | 得票率 |
| ---- | -------------------- | ------- | ------ |
| 2000 | イルッカ・ハカレヘト | 31,405  | 1.0%   |
| 2006 | ティモ・ソイニ       | 103,368 | 3.4%   |
| 2012 | ティモ・ソイニ       | 287,571 | 9.4%   |
| 2018 | ラウラ・フッタサリ   | 207,337 | 6.9%   |
| 2024 | ユッシ・ハッラ＝アホ | 615,487 | 19.0%  |

### 国政選挙
| 年   | 獲得議席 | 得票数  | 得票率 |
| ---- | -------- | ------- | ------ |
| 1999 | 1        | 26,440  | 1.0%   |
| 2003 | 3        | 43,816  | 1.6%   |
| 2007 | 5        | 112,256 | 4.1%   |
| 2011 | 39       | 560,075 | 19.1%  |
| 2015 | 38       | 524,054 | 17.7%  |
| 2019 | 39       | 538,805 | 17.5%  |
| 2023 | 46       | 620,102 | 20.1%  |

### 地方議会選挙
| 年   | 獲得議席 | 得票数  | 得票率 |
| ---- | -------- | ------- | ------ |
| 1996 | 138      | 21,999  | 0.9%   |
| 2000 | 109      | 14,712  | 0.7%   |
| 2004 | 106      | 21,417  | 0.9%   |
| 2008 | 443      | 137,446 | 5.4%   |
| 2012 | 1,195    | 307,797 | 12.3%  |
| 2017 | 770      | 227,297 | 8.8%   |
| 2021 | 1,351    | 354,236 | 14.5%  |

### 欧州議会選挙
| 年   | 獲得議席 | 得票数  | 得票率 |
| ---- | -------- | ------- | ------ |
| 1996 | 0        | 15,004  | 0.7%   |
| 1999 | 0        | 14,712  | 0.8%   |
| 2004 | 0        | 21,417  | 0.9%   |
| 2009 | 1        | 162,571 | 9.8%   |
| 2014 | 2        | 222,457 | 12.9%  |
| 2019 | 2        | 252,990 | 13.8%  |
| 2024 | 1        | 139,019 | 7.6%   |